# Kamishiraishi Mone
Kamishiraishi Mone (上白石 萌音/ かみしらいし もね ; sinh ngày 27 tháng 1 năm 1998) là một nữ diễn viên và ca sĩ người Nhật.

## Danh sách phim

### Điện ảnh
| Năm  | Tựa đề                                                                  | Vai                           | Ghi chú   | Chú thích   |
| ---- | ----------------------------------------------------------------------- | ----------------------------- | --------- | ----------- |
| 2011 | Sorairo Monogatari: Dai Shi-wa Mone Kamishiraishi –Nike to Katatsumuri– |                               |           | [ 2 ]       |
| 2012 | Wolf Children                                                           | Keno                          |           |             |
| 2013 | Daijōbu 3-kumi                                                          | Nakanishi Fumino              |           |             |
| 2014 | Lady Maiko                                                              | Saigo Haruko                  | Vai chính | [ 3 ]       |
| 2016 | Chihayafuru: Kami no Ku                                                 | Ōe Kanade                     |           | [ 4 ]       |
| 2016 | Your Name – Tên cậu là gì?                                              | Miyamizu Mitsuha (lồng tiếng) | Vai chính | [ 5 ]       |
| 2016 | Oboreru Knife                                                           | Matsunaga Kana                |           | [ 6 ] [ 7 ] |
| 2017 | Yo-kai Watch Shadowside: Oni-ō no Fukkatsu                              | Amano Natsume (lồng tiếng)    |           |             |
| 2018 | Chihayafuru: Musubi                                                     | Ōe Kanade                     |           | [ 8 ]       |
| 2018 | Hitsuji to Hagane no Mori                                               | Sakura Kazune                 |           |             |
| 2018 | Nakimushi Shottan no Kiseki                                             | Mariko                        |           |             |
| 2019 | L DK: Hitotsu yane no shita, "SUKI" ga futatsu                          | Nishimori Aoi                 | Vai chính |             |
| 2019 | Startup Girls                                                           | Komatsu Hikari                | Vai chính |             |
| 2019 | Đứa con của thời tiết                                                   | Miyamizu Mitsuha (lồng tiếng) |           | [ 9 ]       |
| 2019 | Talking the Pictures                                                    | Omiya (Tanaka Kinuyo)         |           |             |

### Lồng tiếng
| Năm  | Tựa đề              | Vai   | Ghi chú | Chú thích |
| ---- | ------------------- | ----- | ------- | --------- |
| 2019 | Alita: Battle Angel | Alita |         | [ 10 ]    |

### Truyền hình
| Năm  | Tựa đề                                       | Vai             | Kênh     | Ghi chú    | Chú thích     |
| ---- | -------------------------------------------- | --------------- | -------- | ---------- | ------------- |
| 2011 | Gō                                           | Tokugawa Masako | NHK      | Tập cuối   |               |
| 2012 | Koi Aji Oyako                                | Nishiyama Naho  | TV Asahi |            |               |
| 2017 | Hokusai to Meshi sae areba                   | Yamada Fumiko   | MBS, TBS | Vai chính  | [ 11 ] [ 12 ] |
| 2017 | Rikuō                                        | Miyazawa Akane  | TBS      |            |               |
| 2018 | Segodon                                      | Kiyo Saigō      | NHK      | Kịch taiga |               |
| 2019 | Kioku Sousa: Shinjuku Higashi-sho Jiken File | Toyama Saki     | TV Tokyo |            |               |
| 2020 | Koi wa Tsuzuku yo doko made mo               | Sakura Nanase   | TBS      | Vai chính  |               |
| 2021 | Oh My Boss! Koi wa bessatsu de               | Suzuki Nami     | TBS      | Vai chính  |               |

### Sân khấu
| Năm  | Tựa đề                         | Vai                | Ghi chú   | Chú thích |
| ---- | ------------------------------ | ------------------ | --------- | --------- |
| 2012 | The King and I                 | Louis T. Leonowens |           | [ 13 ]    |
| 2014 | Die Wolke                      | Yanna Belta        | Vai chính | [ 14 ]    |
| 2015 | Anne tóc đỏ dưới chái nhà xanh | Anne Shirley       | Vai chính | [ 15 ]    |

### Phát thanh
| Năm       | Tựa đề                                   | Kênh | Chú thích |
| --------- | ---------------------------------------- | ---- | --------- |
| 2016      | Mone Kamishiraishi no All Night Nippon R | NBS  | [ 16 ]    |
| 2017–2019 | Mone Kamishiraisi no Good Night Letter   | NBS  |           |

### Video âm nhạc
| Năm  | Nghệ sĩ          | Tựa đề         | Chú thích |
| ---- | ---------------- | -------------- | --------- |
| 2011 | Home Made Kazoku | "Star to Line" | [ 17 ]    |
| 2016 | HY               | "Happy"        | [ 18 ]    |

### Quảng cáo
| Năm  | Tựa đề |
| ---- | ------ |
| 2011 | Keikyu |

### Video trên Internet
| Năm  | Tựa đề                             | Vai   | Trang web           | Ghi chú   | Chú thích |
| ---- | ---------------------------------- | ----- | ------------------- | --------- | --------- |
| 2016 | Nikui nē! Theater Dai 1-dan: House | Akane | Mitsubishi Electric | Vai chính | [ 19 ]    |

### Biểu diễn trực tiếp
| Năm  | Tựa đề                                    | Chú thích |
| ---- | ----------------------------------------- | --------- |
| 2015 | Hatsu Shimotsuki no Uta                   | [ 20 ]    |
| 2016 | Saki Midasu Momo no Hana yori Hatsusakura | [ 21 ]    |
| 2016 | Girls Pop Collection                      |           |
| 2016 | Countdown Japan 16/17                     |           |
| 2017 | Rock in Japan Festival                    |           |
| 2017 | Countdown Japan 17/18                     |           |

## Danh sách đĩa nhạc

### Album
| Năm  | Tựa đề   | Danh sách bài hát          | Tie-up                                                   | Ghi chú | Chú thích     |
| ---- | -------- | -------------------------- | -------------------------------------------------------- | ------- | ------------- |
| 2016 | chouchou | "366-Nichi"                | Ca khúc chủ đề của Akai Ito                              | [ a ]   | [ 22 ] [ 23 ] |
| 2016 | chouchou | "366-Nichi"                | Ca khúc chủ đề của Japan Countdown vào tháng 10 năm 2016 | [ a ]   | [ 22 ] [ 23 ] |
| 2016 | chouchou | "366-Nichi"                | Ca khúc kết thúc của Kago-New vào tháng 10 năm 2016      | [ a ]   | [ 22 ] [ 23 ] |
| 2016 | chouchou | "Woman 'W no Higeki' yori" | Ca khúc chủ đề của W's Tragedy                           | [ a ]   | [ 22 ] [ 23 ] |
| 2016 | chouchou | "Kawaranai mono"           | Ca khúc mở đầu của Cô gái vượt thời gian                 | [ a ]   | [ 22 ] [ 23 ] |
| 2016 | chouchou | "On My Own"                | Ca khúc trong Những người khốn khổ                       | [ a ]   | [ 22 ] [ 23 ] |
| 2016 | chouchou | "Nandemonaiya"             | Ca khúc chủ đề của Your Name – Tên cậu là gì?            | [ a ]   | [ 22 ] [ 23 ] |
| 2016 | chouchou | "Smile"                    | Ca khúc mở đầu của Thời đại tân kỳ                       | [ a ]   | [ 22 ] [ 23 ] |
| 2017 | And...   | Kokuhaku                   |                                                          |         |               |
| 2017 | And...   | Sunny                      |                                                          |         |               |
| 2017 | And...   | Puzzle                     |                                                          |         |               |
| 2017 | And...   | Kimi Ni                    |                                                          |         |               |
| 2017 | And...   | Cassette Tape              |                                                          |         |               |
| 2017 | And...   | String                     |                                                          |         |               |
| 2017 | And...   | The Voice of Hope          |                                                          |         |               |
| 2017 | And...   | Storyboard                 |                                                          |         |               |

### Đĩa đơn
| Năm  | Tựa đề         | Ghi chú                       | Chú thích     |
| ---- | -------------- | ----------------------------- | ------------- |
| 2014 | Maiko wa Lady  | Ca khúc chủ đề của Lady Maiko | [ 24 ] [ 25 ] |
| 2017 | Kokuhaku       |                               |               |
| 2019 | Happy End      | Nhạc phim L-DK (2019)         |               |
| 2019 | Eien Wa Kirai  |                               |               |
| 2019 | Ichiru         |                               |               |
| 2020 | From The Seeds |                               |               |
| 2020 | Little Birds   |                               |               |

### Hợp tác thực hiện
| Năm  | Tựa đề                                           |
| ---- | ------------------------------------------------ |
| 2014 | Lady Maiko Musical Songs & Soundtrack Collection |

## Tác phẩm

### Album ảnh
| Năm  | Tựa đề                                                         |
| ---- | -------------------------------------------------------------- |
| 2012 | a Button Vol. 9_Seishun: Mone Kamishiraishi/Moka Kamishiraishi |

### Tạp chí ra theo từng số
| Năm  | Tựa đề                                           |
| ---- | ------------------------------------------------ |
| 2011 | Beautiful Lady & Television "girls be ambitious" |

## Giải thưởng
| Năm  | Lễ trao giải                          | Giải thưởng                                                    | Tác phẩm                   | Chú thích     |
| ---- | ------------------------------------- | -------------------------------------------------------------- | -------------------------- | ------------- |
| 2011 | Toho "Cinderella" Audition lần thứ 7  | Giải đặc biệt của Ban giám khảo                                |                            |               |
| 2014 | Fumiko Yamaji Award lần thứ 26        | Nữ diễn viên                                                   | Lady Maiko                 | [ 26 ] [ 27 ] |
| 2014 | Japan Internet Film Award             | Gương mặt đột phá, Diễn viên ấn tượng nhất (hạng mục Điện ảnh) | Lady Maiko                 |               |
| 2014 | Nationwide Philanthropic Award        | Nữ diễn viên xuất sắc nhất                                     | Lady Maiko                 |               |
| 2015 | Giải Viện Hàn lâm Nhật Bản lần thứ 38 | Diễn viên trẻ của năm                                          | Lady Maiko                 | [ 28 ] [ 29 ] |
| 2017 | Seiyu Awards lần thứ 11               | Nữ diễn viên chính xuất sắc nhất                               | Your Name – Tên cậu là gì? |               |